# Mathias Günther
Mathias Günther (29 de septiembre de 1986) es un deportista sueco que compitió en lucha grecorromana. Ganó una medalla de bronce en el Campeonato Europeo de Lucha de 2012, en la categoría de 66 kg.

## Palmarés internacional
| Campeonato Europeo | Campeonato Europeo | Campeonato Europeo | Campeonato Europeo |
| Año                | Lugar              | Medalla            | Categoría          |
| ------------------ | ------------------ | ------------------ | ------------------ |
| 2012               | Belgrado (Serbia)  | Medalla de bronce  | 66 kg              |